# Miracle (Cascada)
Miracle è una canzone dance cantata da Cascada e fa parte del suo album d'esordio Everytime We Touch (2006).
È stato il suo primo singolo in Germania e Stati Uniti nel 2004. È stato ripubblicato negli Stati Uniti nel 2006 come seguito del singolo "Everytime We Touch".
La canzone è stata pubblicata come terzo singolo nel Regno Unito il 27 febbraio 2007.

## Posizioni in classifica
| Classifica (2004-2006)       | Posizione massima |
| ---------------------------- | ----------------- |
| U.S. Billboard Hot 100       | 2                 |
| U.S. Hot Dance Singles Sales | 19                |
| U.S. Pop 100 Airplay         | 34                |
| U.S. Pop 100                 | 55                |
| Classifica (2007)            | Posizione massima |
| Top 40 Austria               | 57                |
| Classifica singoli tedesca   | 32                |
| Classifica singoli francese  | 1                 |
| Euro 200                     | 8                 |
| Classifica singoli Irlanda   | 4                 |
| Top 40 Olanda                | 6                 |
| Top 100 Olanda               | 8                 |
| Classifica singoli U.K.      | 8                 |
| Classifica singoli Svezia    | 10                |
| Classifica singoli Svizzera  | 85                |

## Formati e Track list

### Versione originale
1. "Miracle" Radio Mix - 3:38
2. "Miracle" [SAD Radio Mix] – 3:26
3. "Miracle" [Extended Mix] – 6:08
4. "Miracle" [ICARUS Mix] – 6:58

### Stati Uniti versione ripubblicata
1. "Miracle" [Radio Mix] – 3:38
2. "Miracle" [USA Radio Mix] – 3:25
3. "Miracle" [SAD Radio Mix] – 3:26
4. "Miracle" [Extended Mix] – 6:08
5. "Miracle" [USA Extended Mix] – 5:05
6. "Miracle" [Icarus Mix] – 6:58
7. "Miracle" [SAD Extended Mix] – 7:08

### Ripubblicazione Olandese
1. "Miracle" [Radio Version] – 3:39
2. "Miracle" [Extended Version] – 6:07

### Regno Unito
CD 1
1. "Miracle" [Radio Edit] – 2:46
2. "Miracle" [After Dark Version] – 3:10

CD 2: Enhanced
1. "Miracle" [Radio Edit] – 3:46
2. "Miracle" [Original Mix] – 6:07
3. "Miracle" [Socialites Mix] – 6:50
4. "Miracle" [Alex M Extended Remix] – 6:44
5. "Miracle" [Northstarz Remix] – 6:12
6. "Miracle" [Joey Riot Mix] – 6:28
7. "Miracle" [Video Edit] – 3:38
8. "Miracle" [Video] – 3:40